# تاراس كريفي
تاراس كريفي (بالأوكرانية: Кривий Тарас Іванович)‏ هو لاعب كرة قدم أوكراني في مركز الوسط، ولد في 24 ديسمبر 1995 في Hnylovody ‏ في أوكرانيا. لعب مع FC Ternopil ‏.

## وصلات خارجية
- تاراس كريفي على موقع اتحاد أوكرانيا (الإنجليزية)
- تاراس كريفي على موقع Soccerway.com (الإنجليزية)